# Peire de Corbian
Peire de Corbian (auch de Corbiac) war ein Trobador im Südfrankreich des 13. Jahrhunderts.
Zu seinen Hauptwerken zählt der Thezaur, eine enzyklopädische Versdichtung in 840 Alexandrinern, die u. a. Brunetto Latini zu seinem Tesoretto inspirierte.

## Werke
- Prière à la Vierge (Ein Gebet zur Jungfrau Maria)
- Thezaur (auch: Tezaur)